# The Rower
The Rower est un village en Irlande, situé dans le comté de Kilkenny.